# Ylva Gustavsson
Ylva Christina Gustavsson, född 27 december 1963 i Spånga, Stockholm, är en svensk regissör, manusförfattare och filmklippare. Sedan 2011 verksam som lärare i filmregi på DI/StDH/SKH. Först som lektor och sedan 2020 som professor.
Gustavsson studerade vid Dramatiska Institutets regilinje. Filmen Förortsungar vann fem Guldbaggar 2007, bland annat för bästa film.

## Filmografi
- 1995 – Vi skulle ju bli lyckliga...
- 1998 – Nightwalk
- 2005 – Det luktar Urban
- 2006 – Förortsungar